# Годы великого бедствия
Годы великого бедствия (фразеологизм каз. «Ақтабан шұбырынды, Алқакөл сұлама», дословный перевод — «гуськом бредущие белые пятки, повальный привал вокруг озера Алкакол» или «босоногое бегство») — катастрофические события в жизни казахов в начале XVIII века.
В конце 1722 года скончался маньчжурский император Канси, что привело к паузе в затяжной ойрато-маньчжурской войне 1715—1739 годов, цинские войска прекратили давление на Джунгарию, ойраты перешли к военным операциям против казахов.
Весной 1723 года джунгары внезапно обрушились на казахов и захватили значительную часть их территории. Джунгарами были захвачены и разграблены Сайрам, Туркестан, Ташкент.
Казахи потеряли на поле битвы около 100 тыс. воинов, количество жертв среди мирного населения было во много раз больше. По словам хана Абылая, из десяти человек недосчитались четверых. Оставшиеся в живых покидали родину, бросая скот, имущество, кибитки. Разорённые группы казахов Старшего жуза и небольшой части Среднего жуза, переправившись чуть выше места, где река Чирчик впадает в Сырдарью, откочевали в район Ходжента и Самарканда. Казахи Младшего жуза, обогнув город Сайрам, бежали в Хиву и Бухару. Значительное количество, переправившись через Сырдарью, достигло Алаколя. Некоторые казахские роды откочевали в пустынные районы Кызылкума и Каракумов.

Казахский этнограф-востоковед Чокан Валиханов писал:
1723 год особенно памятен киргизам своим роковым характером и сохранился в народной памяти. В этот злополучный год, сопровождавшийся глубокими снегами и гололедицей, Галдан-Церен, джунгарский хонтайши, с несметным чериком (войском) вторгается в Киргизскую степь для наказания кайсаков и бурутов за прежние их набеги и буйства. Преследуемые повсюду свирепыми джунгарами, киргизы, подобно стадам испуганным сайгаков (или серп, по народному выражению), бегут на юг, оставляя на пути своем имущество, детей, стариков, домашний скарб и исхудалый скот, и останавливаются: Средняя орда — около Самарканда, Малая — в Хиве и Бухаре, а буруты в неприступных ущельях Болора и в паническом страхе достигают до окрестностей Гиссара. Не находя в среднеазиатских песчаных степях сытных пастбищ и вступив во вражду с новыми соседями, киргизы обращаются к границам могущественной России, чтобы искать ее помощи и покровительства.
В годы Великого бедствия казахи утратили богатые пастбища Семиречья, нарушились традиционные маршруты перекочёвок, пришли в упадок торговля, ремесленные центры, резко сократилось количество скота. Возникли произведения, осмысляющие произошедшее: песня «Елім-ай» («Мой народ»), афсана «Ақтабан шұбырынды».